# Alberto Ribeiro Lamego
Alberto Ribeiro Lamego (Campos dos Goytacazes, 9 de abril de 1896 – Rio de Janeiro, 16 de outubro de 1985) foi um engenheiro, geógrafo, geólogo e pesquisador brasileiro; renomado por seus trabalhos publicados em quatro obras sociogeográficas da série "O Homem e o Meio Ambiente", onde descreve sobre a geologia e a história do estado do Rio de Janeiro, e pelos livros "O Homem e o Brejo", "O Homem e a Restinga", "O Homem e a Guanabara" e "O Homem e a Serra". Tal publicação tornou-se referência em sua área de conhecimento científico. Por ter o nome quase homônimo ao de seu pai, Alberto Lamego em algumas obras é conhecido como Lamego Filho. Seus pais foram o advogado e historiador Alberto Frederico de Moraes Lamego e Joaquina Maria do Couto Ribeiro Lamego..

## Primeiros estudos e formação acadêmica na Europa
Ainda na infância, em 1906, acompanha os pais para a Europa, onde faz seu ensino primário no Colégio Jesuíta de Campolide de Lisboa, Portugal. Em 1910, com a Implantação da República Portuguesa, e o fechamento dos colégios religiosos (encampados pelo Estado), muda-se com a família para a Bélgica.
Conclui os estudos secundários, concluídos no Colégio Saint-Michel, de Bruxelas e ingressa na legendária Universidade Católica de Lovaina, no curso de engenharia de artes, manufatura e minas. Com a invasão da Bélgica pelos alemães na I Guerra Mundial em 1914, Lamego, com sua família, muda-se para a Inglaterra. Em Londres matricula-se na Royal School of Mines do Imperial College of Science and Technology; Simultaneamente, fez o curso de licenciatura em engenharia na Universidade de Londres.

## Retorno ao Brasil e carreira profissional
Ao final da guerra, retorna ao Brasil com sua família em 1920, sendo admitido no Serviço Geológico e Mineralógico do Brasil  (SGMB), precursor do IBGE e do CPRM, vinculado ao Ministério da Agricultura, Viação e Obras Públicas. Nessa época publica a série "O Homem e o Meio Ambiente" formada por quatro obras sociogeográficas, onde enfoca a geologia do Rio de Janeiro, as escarpas do entorno da Baía de Guanabara e a geologia de Campos dos Goytacazes e da planície costeira.
No período compreendido entre os anos de 1944 e 1963 publica quatro livros considerados obras-primas, e pelos quais ficaria mais conhecido: "O Homem e o Brejo", "O Homem e a Restinga", "O Homem e a Guanabara" e "O Homem e a Serra", todos de aspecto geográfico, histórico, ecológico e social.
Lamego em 1944 publica "A Bacia de Campos na Geologia Litorânea do Petróleo", onde antevê o potencial petrolífero da bacia. Ainda fez, em 1948, a Folha Geológica do Rio de Janeiro.
Entre 1951 a 1961, teve funções de diretor de Geologia e Mineralogia do Ministério da Agricultura.

## Vida cultural e sociedade
Alberto Lamego foi membro da Academia Fluminense de Letras, da Academia Campista de Letras, do Instituto Histórico e Geográfico do Rio de Janeiro, do Instituto Pan-americano de Geografia e Historia, do Instituto Histórico de Petrópolis, da Associação dos Geólogos Brasileiros e da Academia Brasileira de Ciências. Entrou para o Instituto Histórico e Geográfico Brasileiro como sócio honorário em 14 de dezembro de 1977; passou a efetivo em 16 de dezembro de 1981.

## Homenagens
Lamego Ganhou vários prêmios com suas obras literárias. Por seus trabalhos recebeu inúmeras homenagens: denominações de diversas espécies fósseis, muitas medalhas e condecorações.
Com o objetivo de reverenciar a sua memória, em 1986, o então Departamento de Difusão de Cultura de Campos dos Goytacazes criou o Prêmio Alberto Lamego, destinado aos intelectuais do município que se destacam por suas produções culturais.

## Obras de Alberto Lamego[2]
- O levante de 1748
- A Planície do Solar da Senzala – 1934 – 2º edição – 1996;
- A Geologia de Niterói na tectônica da Guanabara – 1945;
- O Homem e o Brejo – 1946 – 1ª edição e 2ª edição – 1974;
- Muxuango e Mocorongo C. Fl. De Folclore ano IV Nº V- Março/1972;
- O Homem e a Restinga – 1946 (IBGE);
- O Homem e a Restinga – 2ª edição realizada pelo autor – 1974;
- Campos – Capital do estado do Rio de Janeiro – 1930;
- Bibliografia (Apontamentos Bibliográfico) – Editado pelo C. M. de Geografia;
- Acalanto dos Airises;
- O Homem e a Guanabara (2ª Ed. IBGE) – 1964;
- O Homem e a Serra – 1950 – (2ª Ed. IBGE) – 1963;
- Geologia das Folhas de Campos, São Tomé, Lagoa Feia e Xexé – 1955;
- A Bacia de Campos na Geologia Litorânea do Petróleo – 1944
- Folha do Rio de Janeiro – 1948;
- Escarpas do Rio de Janeiro (Serviço Geológico e Mineralógico) Boletim 93- 1938;
- Restingas na Costa do Brasil (Boletim nº 96 e Mármores do Muriaé (RJ) Boletim nº 97) – 1940;
- Theoria do Protogneis (Boletim nº 86) – 1937;
- Revista da Academia Brasileira de Letras – PJS – Vol. IV- Janeiro/1912;
- As invasões Francesas no Rio de Janeiro
- Fundação de Atafona e da igreja N. S. da Penha - (Livreto);
- Macaé à luz de documentos inéditos